# Agrilus hattorii
Agrilus hattorii es una especie de insecto del género Agrilus, familia Buprestidae, orden Coleoptera.
Fue descrita científicamente por Nakane, 1983.